# Zavod za kolonizaciju NDH
Zavod za kolonizaciju bio je zavod u NDH. Osnovan je na prijedlog ministra za udružbe zakonskom odredbom od 4. svibnja 1941. godine. Provedba je povjerena ministru udružbe, koji je imao izdati pravilnik o ustrojstvu i postupku zavoda.:str. 158. Zavod je imao kao cilj, "ukloniti iz agrarnih subjekata ne samo Srbe i Židove, nego i sve one koji su na bilo koji način bili opoziciono nastrojeni prema ustaškom režimu”.

## Osnovni podatci
Sjedište mu je bilo u Zagrebu. Zavod je bila samostalna pravna osoba javno pravnog značaja, nad kojim vrši nadzor ministar udružbe. Svrha je zavodu bila uredjenje seljačkog posjeda putem nutarnje kolonizacije i agrarne reforme, pa su ti poslovi bili izuzeti iz nadležnosti dotadanjih oblasti. Za postignuće gornjih svrha zavod je raspolagao samostalnim proračunom a potrebna novčana sredstva uz vlastite prihode i imovinu dala mu je država.
Djelokrug Zavoda protezao se na cijelu NDH. Mogao je osnivati urede, podružnice i ispostave u sjedištu i izvan sjedišta zavoda za obavljanje poslova, koji im se po središnjici povjere. Mogao je postavljati u pojedinim krajevima svoje povjerenike.:str. 239.-240.
Pravilnik o ustrojstvu i postupku zavoda za kolonizaciju proglašen je 12. svibnja 1941., potpisnik je ministar udružbe NDH Jozo Dumandžić, a objavljen je u Narodnim novinama 15. svibnja 1941. godine.:str. 248.
Nešto poslije tijekom 1941. osnovani su uredi za kolonizaciju umjesto komisija za likvidaciju agrarne reforme u Osijeku, Varaždinu i Zagrebu, te agrarno-pravnog odsjeka kod bivše banske uprave u Banjoj Luci.

## Zadaće
Zadaće Zavoda bile su::str. 239.
1. da seljačkim obiteljima, koje nemaju uopće ili nemaju dovoljno zemlje omogućuje pribavljanje zemlje, bilo u kraju u kojem žive, bilo u kojem drugom kraju;
2. da omogućuje pribavljanje zemlje hrvatskim iseljenicima i povratnicima;
3. da olakša prelaz zemlje iz neseljačkih u seljačke ruke;
4. da organizira poslove diobe zemljišta i naseljavanje seljaka;
5. da se brine oko gospodarskih, prosvjetnih i zdravstvenih prilika naseobina i naseljenika;
6. da omogući stvaranje uzornih gospodarskih dobara za proizvodnju sjemenja i uzgoj rasplodne stoke, na zemljištima do tada izvlaštenim u svrhu agrarne reforme;
7. da pusta, močvarna i podvodna, neobradjena i nedovoljno obradjena zemljišta privodi gospodarskoj kulturi i osposobi za naseljivanje;
8. da nastoji, da se seljački kolonizirani posjedi slože u gospodarske cjeline (komasiraju);
9. da obavlja poslove iz područja agrarne reforme i njezine financijske likvidacije;
10. da izradjuje i predlaže zakonske prijedloge i naredbe iz poslova i predmeta namijenjenih zavodu;
11. da vodi potrebnu statistiku o poslovima iz svog djelokruga;
12. da suradjuje s ostalim bilo privatnim bilo javno pravnim ustanovama, koje se bave promicanjem ciljeva

gore navedenih, i da ove potpomaže; 13. da obavlja sve poslove, koji budu osim toga Zavodu po državi povjereni.

## Jedinice Zavoda
Zavod se dijelio na ove odjele i odsjeke::str. 243.
1. opći odjel, koji se dijeli na:

a) osobni odsjek s tajništvom i pomoćnim uredom,

b) računsko-blagajnički odsjek,

c) knjigovodstveni odsjek,

d) pravni i statistički odsjek,

e) građevinsko-mjernički odsjek;

2. odjel za kolonizaciju, koji se dijeli na:

a) odsjek za prikupljanje kolonista,

b) odsjek za pribavljanje zemljišta za kolonizaciju,

c) odsjek za provedbu kolonizacije;

3. odjel za agrarnu refomu.

Ravnateljstvo je moglo prema potrebi osnivati unutar odjela i odsjeka nove odsjeke i pododsjeke, odnosno spajati ih.